# Piotr Mowlik
Piotr Mowlik é um ex-futebolista polonês. Ele competiu na Copa do Mundo FIFA de 1982, sediada na Espanha, na qual a seleção de seu país terminou na terceira colocação dentre os 24 participantes.